# Papanrejo
Papanrejo is een bestuurslaag in het regentschap Grobogan van de provincie Midden-Java, Indonesië. Papanrejo telt 2189 inwoners (volkstelling 2010).